# Sadala (genre)
Genre
Sadala est un genre d'araignées aranéomorphes de la famille des Sparassidae.

## Distribution
Les espèces de ce genre se rencontrent en Amérique du Sud et au Panama.

## Liste des espèces
Selon World Spider Catalog (version 24.5, 21/08/2023) :
- Sadala kaiabi Rheims & Jäger, 2022
- Sadala keyserlingi Simon, 1880
- Sadala nanay Rheims & Jäger, 2022
- Sadala nigristernis Simon, 1880
- Sadala punicea Simon, 1880
- Sadala rauli Peñaherrera-R. & Cisneros-Heredia, 2023
- Sadala rufa (Keyserling, 1880)
- Sadala tabatinga Rheims & Jäger, 2022
- Sadala velox (Simon, 1880)
- Sadala yuyapichis Rheims & Jäger, 2022

## Systématique et taxinomie
Ce genre a été décrit par Simon en 1880 dans les Sparassidae. Il a été placé en synonymie avec Olios par Simon en 1903, il est relevé de synonymie par Rheims et Jäger en 2022.

## Publication originale
- Simon, 1880 : « Révision de la famille des Sparassidae (Arachnides). » Actes de la Société Linnéenne de Bordeaux, vol. 34, p. 223-351 (texte intégral).